# Alpheus digitalis
Alpheus digitalis is een garnalensoort uit de familie van de Alpheidae. De wetenschappelijke naam van de soort is voor het eerst geldig gepubliceerd in 1844 door De Haan.